# Luis Tejada
Luis Carlos Tejada Hansell (* 28. März 1982 in Panama-Stadt; † 28. Januar 2024) war ein panamaischer Fußballspieler. Er spielte nach verschiedenen Stationen in Kolumbien, Mexiko und Peru und bis zu seinem Tod in seiner Heimat für Club Deportivo del Este. Tejada war Rekordtorschütze der panamaischen Nationalmannschaft.

## Karriere
Der Stürmer spielte zunächst in seinem Heimatland für Tauro FC und in Kolumbien für Envigado FC und Deportes Tolima. Im Jahr 2005 wechselte er zu Al Ain Club in die Vereinigten Arabischen Emirate. Mit Al Ain Club nahm er an der AFC Champions League teil. Seine Mannschaft erreichte das Finale dieses Wettbewerbs, das sie gegen Al-Ittihad aus Saudi-Arabien verlor. Obwohl Tejada einen Dreijahresvertrag abgeschlossen hatte, wurde er zum Ende der Saison aus dem Kader gestrichen.
2006 wechselte er zurück nach Panama zu CD Plaza Amador, einem der besten Teams im Land. Aber er spielte nur ein paar Spiele für den fünfmaligen Meister. Konditionelle Probleme warfen ihn immer wieder zurück und er bekam den Spitznamen „el gordito“ (Dicker).
Nachdem er sich von seinen Fitnessproblemen erholt hatte, gab er ein kurzes Gastspiel beim kolumbianischen Fußballverein Once Caldas. Ende 2006 wechselte er wieder zu Plaza Amador, weil er bei dem ehemaligen Copa-Libertadores-Gewinner wegen disziplinarischer Probleme entlassen worden war. Im Dezember 2006 unterzeichnete er einen Vertrag beim US-amerikanischen Erstligisten Real Salt Lake und spielte ab der Saison 2007 in der Major League Soccer. Dort wurde er jedoch bald aus dem Kader gestrichen und wechselte zunächst zum Tauro FC nach Panama und von dort zu América de Cali nach Kolumbien. Danach spielte er bei CD Los Millonarios und ging danach zum dritten Mal zu Tauro FC. Von Januar 2010 bis September 2012 spielte er in Peru für den Verein Juan Aurich. Nach Engagements in Mexiko bei Deportivo Toluca und CD Veracruz ging er wieder nach Peru, wo er für mehrere Vereine, darunter auch wieder Juan Aurich spielte. Im Februar 2020 kehrte er zurück in seine Heimat.
Während eines Spiels im Januar 2024 erlitt Tejada einen Herzinfarkt, dem er im Alter von 41 Jahren erlag.

## Nationalmannschaft
Seit 2001 spielte Tejada in der panamaischen Fußballnationalmannschaft. Er nahm mit seiner Mannschaft an den Qualifikationen für die  Weltmeisterschaften 2006, 2010, 2014 und 2018 sowie am CONCACAF Gold Cup 2005, CONCACAF Gold Cup 2009, CONCACAF Gold Cup 2011 und CONCACAF Gold Cup 2015, ferner der Copa América Centenario 2016 teil. Höhepunkt seiner Karriere war die Teilnahme an der Fußball-Weltmeisterschaft 2018, für die sich Panama erstmals qualifizieren konnte und bei der er zwei Einsätze hatte. In der Qualifikation dazu bestritt er am 24. März 2017 sein 100. Länderspiel. Nach der WM wurde er nicht wieder eingesetzt. Mit 43 Toren ist er Rekordtorschütze Panamas.